# Interstate 190 (Dakota du Sud)
Pour les articles homonymes, voir Interstate 190.
L'Interstate 190 (I-190) est une autoroute auxiliaire de l'I-90 du Dakota du Sud. L'autoroute parcourt environ deux miles (3,2 km) en reliant l'I-90 au centre-ville de Rapid City. Entre l'I-90 et Omaha Street, l'I-190 forme un multiplex avec la US 16. Il s'agit de l'autoroute auxiliaire de l'I-90 la plus à l'ouest, bien qu'elle soit à près de 1 190 miles (1 920 km) à l'est du terminus ouest de Seattle. Il s'agit aussi de la seule autoroute auxiliaire à l'ouest du fleuve Mississippi.

## Description du tracé

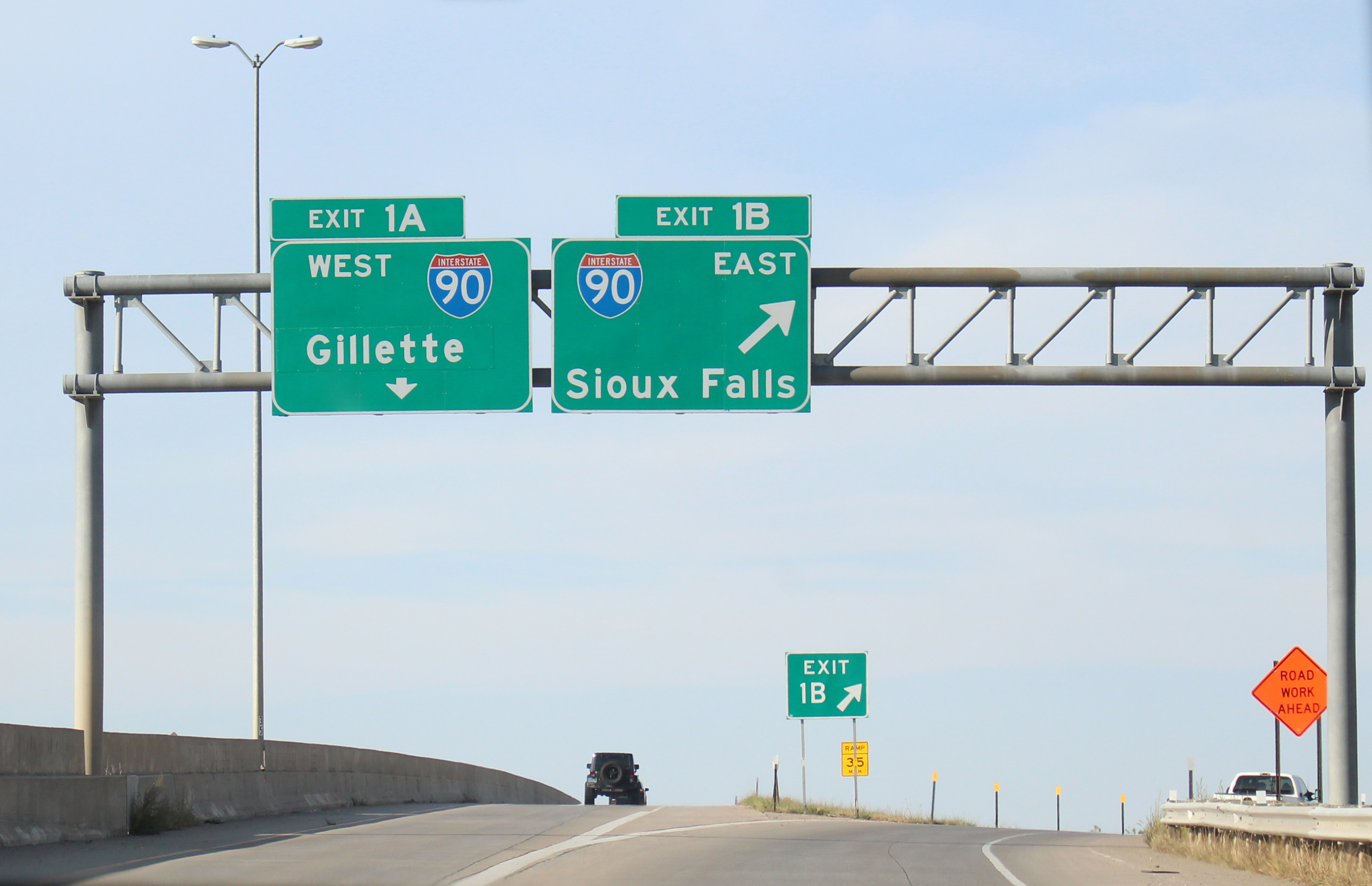
Terminus nord de l'I-190.

L'I-190 débute à l'intersection entre West Boulevard et Omaha Street, laquelle est indiquée US 16 / SD 44. La US 16 ouest emprunte Omaha Street alors que la US 16 est forme un multiplex avec l'I-190. L'autoroute devient une autoroute après cette intersection et croise un échangeur avec North Street. L'I-190 passe sous Anamosa Street avant d'atteindre son terminus nrord à l'échangeur avec l'I-90. La US 16 atteint également son terminus est à cet endroit.

## Liste des sorties
| Interstate 190          |              |      |      |        |                                                         |                                                                         |
| Comté                   | Municipalité | mi   | km   | Sortie | Intersections / Destinations                            | Notes                                                                   |
| Pennington              | Rapid City   | 0,00 | 0,00 |        | Vers I-90 BL / West Boulevard sud                       | Intersection à niveau; la route continue au-delà comme West Boulevard   |
| Pennington              | Rapid City   | 0,43 | 0,69 |        | US 16 ouest / SD 44 (en) (Omaha Street) – Mont Rushmore | Terminus sud du multiplex avec US 16                                    |
| Pennington              | Rapid City   | 0,87 | 1,40 | 1C     | North Street – Centre-ville de Rapid City               |                                                                         |
| Pennington              | Rapid City   | 1,46 | 2,35 | 1A-B   | I-90 / US 14 / SD 79 (en) – Gillette, Sioux Falls       | Terminus nord de l'I-190; terminus est de la US 16; sortie 57 de l'I-90 |
| - Terminus de multiplex |              |      |      |        |                                                         |                                                                         |